# Francisco Camps Ortiz
Francisco Enrique Camps Ortiz (València, 28 d'agost de 1962), també conegut com a Paco Camps, és un polític valencià i cinquè president de la Generalitat Valenciana de l'etapa autonòmica iniciada per la Transició democràtica espanyola.
Estava en el càrrec des de les eleccions del 25 de maig del 2003, quan el Partit Popular (PP) va obtenir majoria absoluta a les Corts Valencianes, fins al 20 de juliol de 2011, dia en què va anunciar la dimissió a causa dels seus problemes amb la justícia relacionats amb casos de corrupció. Va succeir Eduardo Zaplana com a president del Partit Popular de la Comunitat Valenciana, i fou substituït per Alberto Fabra.

## Biografia
Va nàixer a València el 28 d'agost de 1962. La seua infantesa va transcórrer al municipi de Borbotó, pedania de la ciutat de València. El seu pare és originari de Poble Nou.
Va cursar els seus estudis al col·legi Jesuïtes de la Ciutat de València. A la Universitat de València es va llicenciar en Dret, època que li va despertar les inquietuds polítiques que el van portar a afiliar-se a Noves Generacions d'Alianza Popular el 1982.
Està casat i té tres filles.

## Activitat política

### Inici a la política

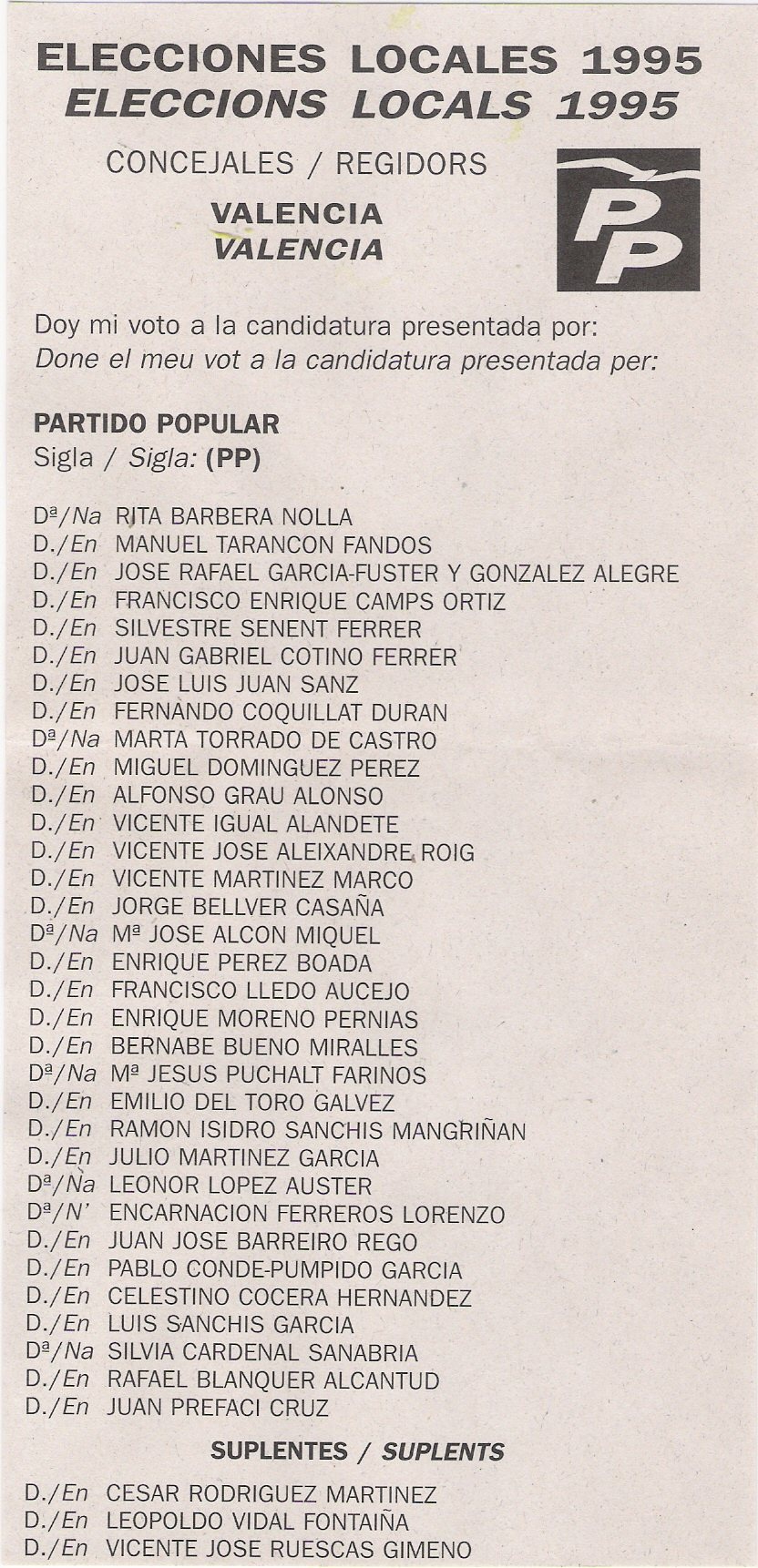
Papereta del PP de la ciutat de València per les eleccions de 1995. Hi ocupa el quart lloc.

En l'organització juvenil d'Alianza Popular va arribar a ser vicesecretari general.
Va iniciar la seva activitat política com a Regidor de Trànsit i Transports al govern popular de Rita Barberà a l'Ajuntament de València el 26 de maig de 1991. Durant aquest període també va dirigir l'Empresa Municipal de Transports de València.
Després de ser reelegit regidor a les eleccions municipals espanyoles de 1995, va ser primer tinent de l'alcaldessa Rita Barberà, regidor delegat d'Hisenda i Patrimoni, i portaveu del grup popular municipal. A més va assumir la Presidència de la Comissió Municipal d'Hisenda.

### Conseller
El 1997 va ser nomenat conseller de Cultura, Educació i Ciència. El 1999 va ser designat secretari d'Estat d'Administracions Territorials, al govern de José María Aznar. En les eleccions del 2000 va ser elegit diputat nacional per la Circumscripció electoral de València al Congrés dels Diputats i vicepresident primer del Congrés. A l'abril de 2002, Camps és designat nou Delegat del Govern al País Valencià.

### President de la Generalitat Valenciana

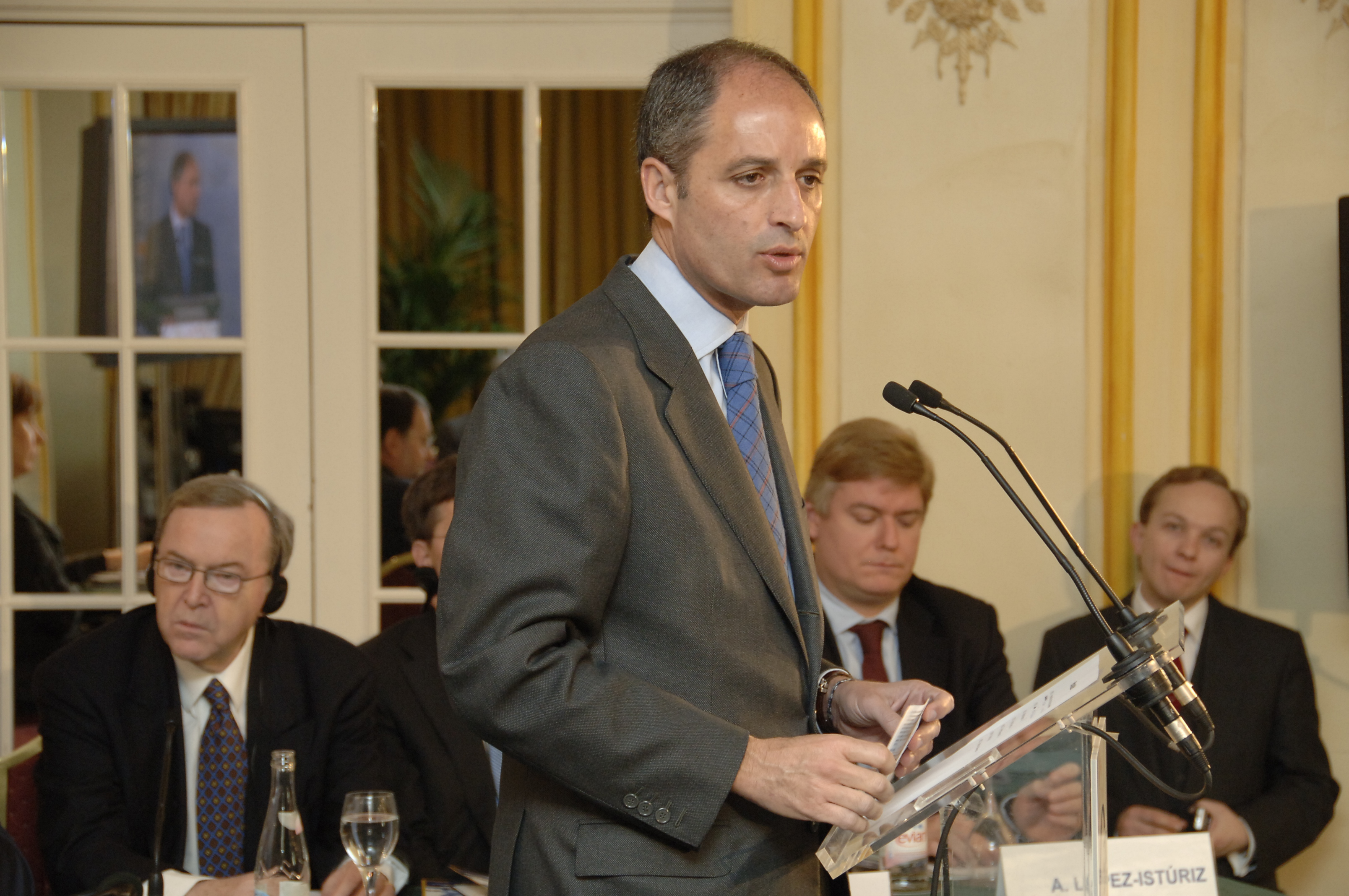
Camps en una convenció del Partit Popular Europeu, el 2008 a Madrid.

El juliol del 2002, quan Eduardo Zaplana va deixar la Presidència de la Generalitat Valenciana per tal d'exercir com a Ministre de Treball a Madrid, el va succeir José Luis Olivas Martínez, fins aleshores, vicepresident primer, però va designar Camps com a candidat del PP a la Presidència de la Generalitat. Tot i això, Camps va mantindre una forta rivalitat amb Zaplana pel control del partit, fet que dividirà el partit entre campsistes, o seguidors del president Camps, i zaplanistes, o seguidors de l'expresident Zaplana, que manté la seua hegemonia a la direcció del PP a la província d'Alacant, amb José Joaquín Ripoll com a màxim exponent.
El 25 de maig del 2003, el PP va guanyar les eleccions autonòmiques amb majoria absoluta i Camps va accedir a la Presidència de la Generalitat i en la tardor del 2004, en el Congrés del PP celebrat a Castelló, a la presidència del Partit Popular de la Comunitat Valenciana. El traspàs de poders amb Zaplana ha estat traumàtic per l'enfrontament amb els zaplanistes, que foren apartats dels càrrecs.
En les eleccions autonòmiques del 27 de maig de 2007 va revalidar la majoria absoluta aconseguint 1.276.301 vots i el 53,22%, amb la qual cosa es va convertir en el candidat a president més votat de la història del País Valencià. El govern de Camps va tancar progressivament repetidors de TV3 al País Valencià i va multar severament a Acció Cultural del País Valencià, que des de feia una vintena d'anys emetia els canals de la Corporació Catalana de Mitjans Audiovisuals, provocant el seu tancament davant la impossibilitat de poder seguir pagant multes.
El 22 de maig de 2011, Francisco Camps va tornar a guanyar per majoria absoluta les eleccions, amb menys vots però més escons. La tarda del 20 de juliol, esquitxat pel cas Gürtel, anuncia la dimissió de la Presidència.
Els seus mandats van dur a terme l'estratègia de José María Aznar d'expansió del model de Madrid al País Valencià i trencar els vincles entre València i Barcelona, i en una dècada, el PP va esdevenir hegemònic, esdevenint fracassos com la Ciutat de la Llum, el Palau de les Arts de València, la gestió de la Fira de València, el Circuit Urbà de València, el col·lapse de Bancaixa, Caixa Mediterrani i el Banc de València, el tancament de Canal 9, i desenes de càrrecs del Partit Popular imputats per corrupció i finançament il·lícit de les campanyes electorals del PP en 2007 i 2008.

## Casos judicials

### Cas dels vestits
El 15 de maig de 2009 Camps fou novament imputat al cas Gürtel —en aquesta ocasió pel TSJCV— per la comissió d'un delicte de suborn per una suposada acceptació de regals (l'acceptació d'uns vestits de marca valorats en 12 mil euros).
Després d'una primera declaració, cinc dies més tard, el 20 de maig el TSJCV decidí mantenir les imputacions contra Camps, i tres mesos després el mateix TSJCV arxivaria la causa, acordant el seu sobreseïment lliure. Això no obstant, l'edició digital del diari El País del 26 de setembre al·ludeix al complet coneixement de la trama per part de Francesc Camps, exhibint unes dades contingudes a uns informes policials que el TSJCV es negà a valorar com a prova.
Francisco Camps destituí al secretari general del PPCV i persona de la seua confiança, Ricardo Costa, a causa de la pressió exercida per la cúpula nacional del seu partit per desvincular al mateix PP de la trama de corrupció.
En maig de 2010 una sentència del Tribunal Suprem ordenà al Tribunal Superior de Justícia de la Comunitat Valenciana a reobrir la investigació del cas contra Camps per la comissió d'un delicte de suborn impropi, en haver acceptat dotze vestits, quatre americanes, cinc parells de sabates i quatre corbates per un valor total de 14.021,5 euros, en qualitat de representant públic, presumptament de la trama Gürtel.
No obstant això, Mariano Rajoy reafirmà a Camps com a candidat del PP a la Generalitat Valenciana, i les llistes del PPCV per les eleccions autonòmiques presenten a 9 implicats a la trama Gürtel (Camps entre ells) i al cas Brugal.
Finalment, el 20 de juliol de 2011 va presentar la seva dimissió en una compareixença on no va deixar emetre les televisions en directe. En ella va afirmar que era un "sacrifici" per ajudar Mariano Rajoy, Cap de l'Oposició, a ser president del govern espanyol a les eleccions generals espanyoles de 2011.
El dia 25 de gener de 2012 va ser declarat no culpable, de les acusacions pel cas dels vestits.

### Cas Gürtel

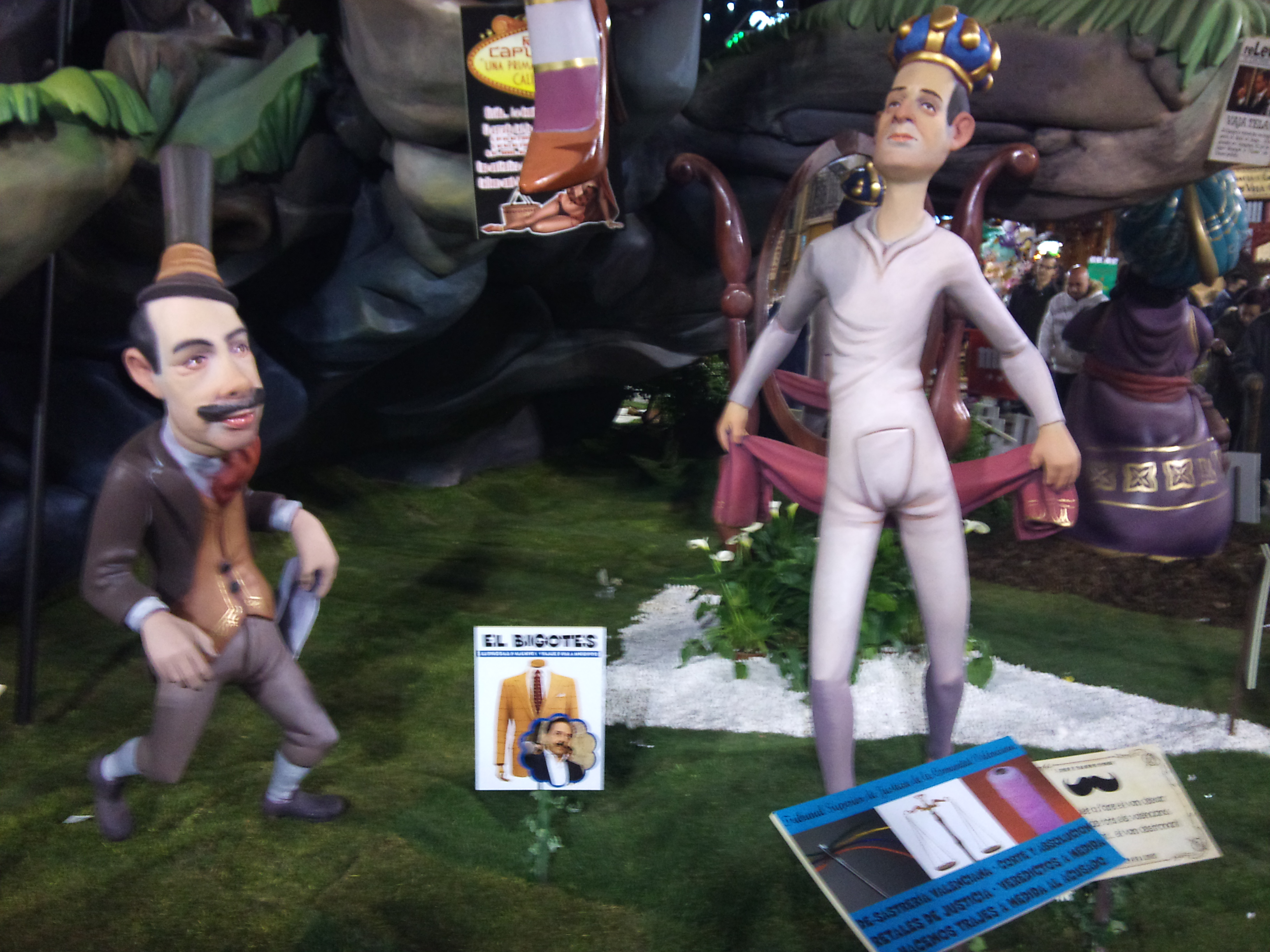
Ninot faller de Francisco Camps (dreta) amb Álvaro Pérez El Bigotes.

A principis de 2009, el jutge de l'Audiència Nacional Baltasar Garzón imputà a Francesc Camps com a suposat implicat a la trama de corrupció de l'anomenat cas Gürtel, d'acord amb l'informe de la fiscalia anticorrupció. Com que Camps és aforat com a parlamentari autonòmic, el jutge Garzón es veié obligat a inhibir-se en favor del Tribunal Superior de Justícia de la Comunitat Valenciana (TSJCV) segons allò disposat a la Llei d'enjudiciament criminal espanyola.

### Cas Nóos
El 31 d'octubre de 2013 la Fiscalia Anticorrupció va demanar al jutge del cas Nóos citar a declarar com a testimonis Francisco Camps i Rita Barberà sobre les reunions mantingudes amb Iñaki Urdangarín i Diego Torres, caps de l'Institut Nóos.